# Arex Na Eth
Arex Na Eth is een personage uit het Star Trekuniversum, uit de televisieserie Star Trek: The Animated Series. De stem van Arex werd ingesproken door James Doohan.
Arex werd geboren op de planeet Edos, een lidplaneet van de Verenigde Federatie van Planeten. De Edosianen zijn een haarloos, bruin-oranjehuidig buitenaards volk met drie armen en drie benen.
Luitenant Arex Na Eth diende als Starfleet-officier aan boord van de USS Enterprise NCC-1701 in 2269-2270. In 2270 had hij kortstondig het bevel over de Enterprise, toen de rest van de officieren ging eten.